# La Statue (nouvelle)
Pour les articles homonymes, voir La Statue (homonymie).
La Statue est une nouvelle fantastique de Marcel Aymé, parue dans Candide en 1938.

## Historique
La Statue paraît d'abord dans le journal Candide du 17 mars 1938, puis dans Derrière chez Martin, le troisième recueil de nouvelles de l'auteur, paru en 1938.

## Résumé
« Il y avait un inventeur nommé Martin, que tout le monde croyait mort depuis longtemps et à qui l'on avait élevé une statue sur une petite place de Paris... »